# کیم ته یون (اسکیت باز سرعت)
کیم ته یون (انگلیسی: Kim Tae-yun؛ زادهٔ ۲۸ سپتامبر ۱۹۹۴) اسکیت‌باز سرعت اهل کره جنوبی است.